# Detroit Pistons 1982-1983
La stagione 1982-83 dei Detroit Pistons fu la 34ª nella NBA per la franchigia.
I Detroit Pistons arrivarono terzi nella Central Division della Eastern Conference con un record di 37-45, non qualificandosi per i play-off.

## Roster
| N° | Naz.                   | Ruolo | Sportivo         | Anno | Alt. | Peso |
| -- | ---------------------- | ----- | ---------------- | ---- | ---- | ---- |
| 7  | Stati Uniti (bandiera) | GA    | Kelly Tripucka   | 1959 | 198  | 100  |
| 11 | Stati Uniti (bandiera) | G     | Isiah Thomas     | 1961 | 185  | 82   |
| 15 | Stati Uniti (bandiera) | G     | Vinnie Johnson   | 1956 | 188  | 91   |
| 22 | Stati Uniti (bandiera) | GA    | Ricky Pierce     | 1959 | 193  | 93   |
| 24 | Stati Uniti (bandiera) | A     | Scott May        | 1954 | 201  | 98   |
| 24 | Stati Uniti (bandiera) | A     | Ray Tolbert      | 1958 | 206  | 102  |
| 25 | Stati Uniti (bandiera) | GA    | John Long        | 1956 | 196  | 88   |
| 32 | Stati Uniti (bandiera) | A     | Jim Smith        | 1958 | 206  | 102  |
| 33 | Stati Uniti (bandiera) | G     | Walker Russell   | 1960 | 196  | 88   |
| 34 | Stati Uniti (bandiera) | AC    | Jim Johnstone    | 1960 | 211  | 111  |
| 34 | Stati Uniti (bandiera) | A     | James Wilkes     | 1958 | 201  | 88   |
| 34 | Canada (bandiera)      | C     | Jim Zoet         | 1953 | 216  | 109  |
| 40 | Stati Uniti (bandiera) | C     | Bill Laimbeer    | 1957 | 211  | 111  |
| 41 | Stati Uniti (bandiera) | GA    | Terry Tyler      | 1956 | 201  | 98   |
| 42 | Stati Uniti (bandiera) | AC    | Edgar Jones      | 1956 | 208  | 102  |
| 44 | Stati Uniti (bandiera) | AC    | Tom Owens        | 1949 | 208  | 98   |
| 53 | Stati Uniti (bandiera) | A     | Cliff Levingston | 1961 | 203  | 95   |
| 54 | Stati Uniti (bandiera) | C     | Kent Benson      | 1954 | 208  | 107  |

## Staff tecnico
- Allenatore: Scotty Robertson
- Vice-allenatore: Don Chaney